# Leptocneria aurivillii
Leptocneria aurivillii är en fjärilsart som beskrevs av Felix Bryk 1935. Leptocneria aurivillii ingår i släktet Leptocneria och familjen tofsspinnare. Inga underarter finns listade i Catalogue of Life.